# Multi-Terrain Pattern
Le Multi-Terrain Pattern (MTP) est un motif de camouflage militaire utilisé par les Forces armées britanniques.
Dans le cadre du programme PECOC (Personal Equipment and Common Operational Clothing) du ministère britannique de la défense (British Ministry of Defence's - MOD), trois nouveaux motifs de camouflage ont été envisagés pour les forces britanniques. Il s'agissait d'un motif tempéré révisé (Disruptive Pattern Material - DPM) utilisant des couleurs plus claires, d'un nouveau motif désertique à trois couleurs avec une utilité accrue pour les opérations nocturnes, et d'un schéma hybride à quatre couleurs utilisant deux couleurs de chacun des motifs précédents pour une utilisation sur les sangles dans tous les terrains.

## Historique
À la suite d'un besoin opérationnel urgent d'une tenue de camouflage pour le théâtre d'opérations afghan, et au succès d'un motif disponible dans le commerce (Crye's MultiCam) lors des essais, il a été décidé d'utiliser MultiCam comme base d'un nouveau motif multiterrain pour les forces armées britanniques, en remplacement des uniformes DPM tempérés précédents. Les uniformes de la DPM du désert devaient être conservés, mais ils ont été entièrement remplacés par la DPM Woodland.
Le ministère de la Défense du Royaume-Uni a annoncé que les forces armées britanniques recevraient le nouvel uniforme de l'armée britannique pour les opérations en Afghanistan avec le personnel servant dans le cadre de la 4e brigade mécanisée; initialement remis au personnel déployé dans le cadre de l'opération Herrick à partir de mars 2010, puis remis plus largement aux forces armées britanniques à partir de 2011, remplaçant tous les DPM, y compris les variantes Woodland et Desert de l'uniforme Combat Soldier 95 d'ici 2013, en même temps que l'introduction du nouveau système d'habillement personnel.

## Développement

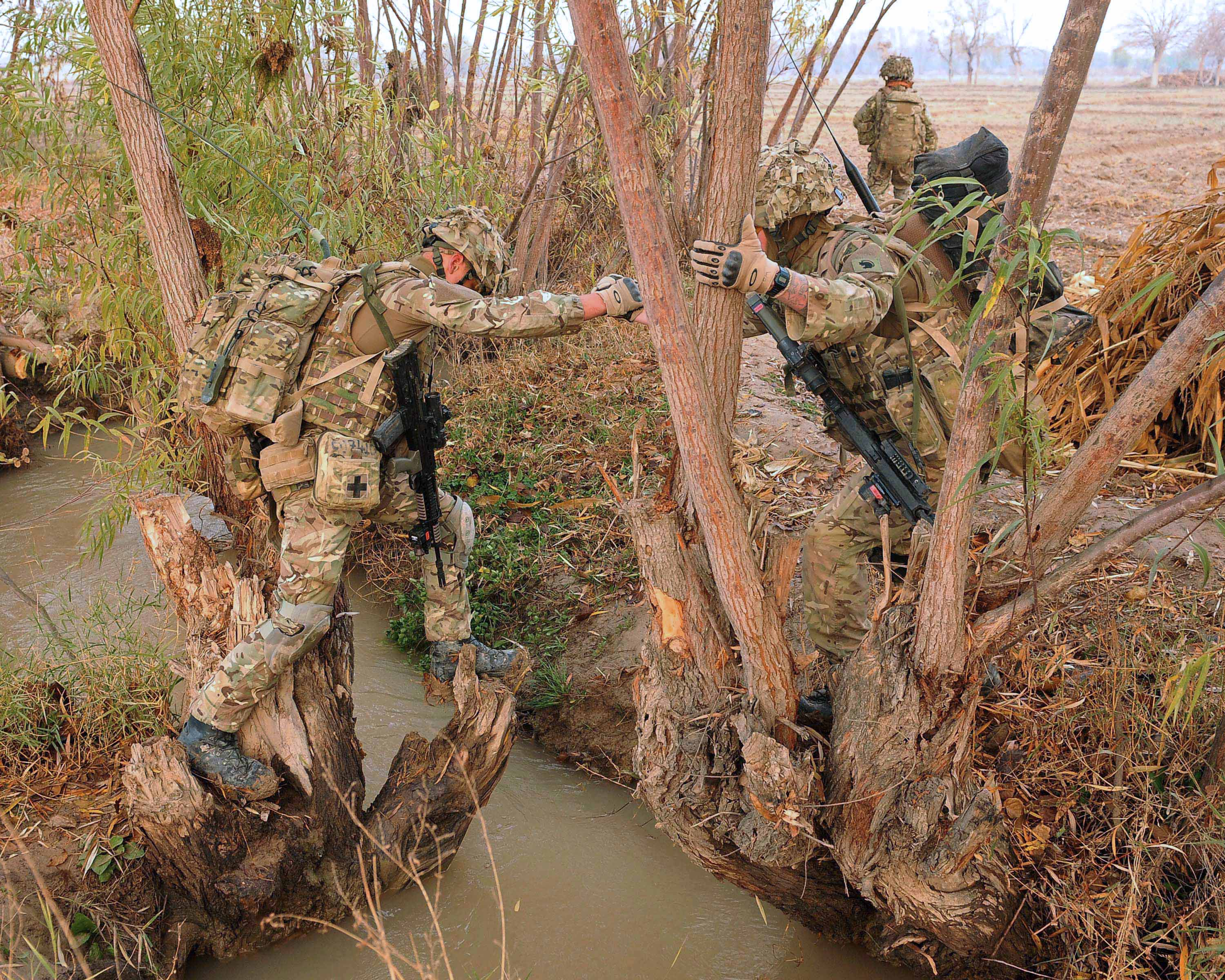
Le MTP dans l'environnement afghan

Le camouflage MTP a été conçu pour fonctionner de manière cohérente dans un large éventail d'environnements, en particulier pour les opérations dans lesquelles l'armée a été déployée en 2009. Le concept initial a été élaboré en tenant compte de l'environnement de la province d'Helmand.
Les troupes britanniques en Afghanistan opèrent dans un paysage mixte, comprenant le désert, les forêts, les montagnes et les zones urbaines. L'équipe de développement du Laboratoire des sciences et technologies de la défense (Defence Science and Technology Laboratory) a testé plusieurs variantes de camouflage par rapport au matériau de motif perturbateur standard de l'armée et au DPM du désert afin de déterminer le meilleur équilibre des couleurs. Les camouflages actuels des forces armées de Sa Majesté ont ensuite été testés avec des camouflages multiterrains disponibles sur le marché. Les tests ont été effectués sur des terrains que les soldats sont susceptibles de rencontrer en Afghanistan.
Une large gamme de couleurs de camouflage a été testée en Grande-Bretagne, à Chypre, au Kenya et en Afghanistan. Les motifs de camouflage ont été comparés aux motifs en service et aux motifs disponibles dans le commerce, y compris ceux de Crye Precision aux États-Unis. Les essais comprenaient des comparaisons visuelles, des évaluations objectives du temps nécessaire pour détecter les différents motifs de camouflage sur différents arrière-plans, et des avis subjectifs d'utilisateurs sur l'efficacité de la performance.
Le motif "Multicam" de Crye s'est avéré être le plus performant, dans la plus large gamme d'environnements (avec une marge significative) et a ensuite été sélectionné comme base pour le nouveau camouflage britannique MTP, et combiné avec les formes du motif britannique DPM existant. Crye a conçu le nouveau motif pour le ministère de la Défense britannique, qui détient la licence d'impression du motif. Le motif MTP lui-même n'a pas été comparé à d'autres motifs et son adoption s'est fondée uniquement sur sa similitude avec le motif Crye Multicam original,.
En 2019, une variante du motif de camouflage MTP a été choisie par les forces de défense néo-zélandaises (New Zealand Defence Force) pour remplacer l'uniforme de service MCU actuel dans tous les services d'ici 2023. Désigné NZMTP, le nouveau camouflage présente une palette de couleurs modifiée mieux adaptée au paysage néo-zélandais.
Les Royal Marines britanniques ont annoncé en juin 2020 qu'ils allaient acquérir de nouveaux uniformes spécifiques à leur seul usage, les éloignant ainsi des uniformes PCS standard des forces britanniques. Il a également été annoncé que le motif de camouflage serait le Crye's Multicam, et non le MTP du Royaume-Uni. L'uniforme est le système G4 standard qui n'est pas vendu dans le cadre du MTP, Crye ayant vendu les droits de production exclusifs du MTP au Royaume-Uni,.

## Utilisateurs
- Bahrain: Serait utilisé par les commandos des forces spéciales bahreïniennes[11]
- Denmark: Le corps des hommes-grenouilles est connu pour utiliser des uniformes MTP. Et ont été observés dans des documentaires télévisés[12].
- Malte: L'uniforme standard des forces armées de Malte depuis 2014[13].
- New Zealand: Force de défense néo-zélandaise : Le NZMTP remplacera le motif de camouflage multiterrain (MCU) actuel d'ici 2023 [8]
- Tonga: His Majesty's Armed Forces (Tonga).
- Royaume-Uni: Tenue de combat standard des forces armées britanniques[7] and the Cadet Forces.
  -  Bermudes: Royal Bermuda Regiment, Royal Bermuda Regiment Junior Leaders[14],[15].
  -  Cayman Islands: Cayman Islands Regiment, Cayman Islands Cadet Corps[16],[17].
  -  Falkland: Falkland Islands Defence Force[18].
  -  Montserrat: Royal Montserrat Defence Force.
- Ukraine: La Garde nationale ukrainienne porte des uniformes MTP fournis par la Grande-Bretagne et des copies locales.
- Pakistan:  Groupe de service spécial (Special Service Group), nouvelle émission standard CCD[19].

### Source
- (en) Cet article est partiellement ou en totalité issu de l’article de Wikipédia en anglais intitulé « Multi-Terrain Pattern » (voir la liste des auteurs).